# Florentino Lupercio
Florentino Lupercio es un futbolista mexicano. Jugó para el Club Deportivo Guadalajara de 1944 a 1947. 

## Clubes
| Club        | País   | Año         |
| ----------- | ------ | ----------- |
| Guadalajara | México | 1944 - 1947 |